# Federico I d'Assia-Homburg
Federico I d'Assia-Homburg (Fischbachtal, 5 marzo 1585 – Bad Homburg vor der Höhe, 9 maggio 1638) fu langravio d'Assia-Homburg dal 1622 al 1638.

## Biografia
Era figlio del langravio Giorgio I d'Assia-Darmstadt e di Maddalena di Lippe. Nel 1596, alla morte del padre, ottenne il langraviato d'Assia-Homburg. Alla sua morte, nel 1638, il territorio venne diviso in due langraviati per i figli, l'Assia-Homburg e l'Assia-Homburg-Bingenheim, ma alla morte del figlio cadetto, Guglielmo, avvenuta nel 1681 i due langraviati vennero riuniti nelle mani dell'unico successore.

## Matrimonio e figli
Nel 1622, Federico sposò Margherita Elisabetta di Leiningen-Westerburg (1604-1667), (figlia del conte Cristoforo di Leiningen).
Dalla loro unione nacquero sei figli:
- Luigi (nato e morto nel 1623)
- Giorgio (nato e morto nel 1624)
- Guglielmo Cristoforo (1625-1681), langravio d'Assia-Hombourg, d'Assia-Bingenheim dal 1650 al 1669), sposò nel 1650 Sofia d'Assia-Darmstadt (1634-1663), (figlia del langravio Giorgio II d'Assia-Darmstadt). Vedovo, sposò nel 1665 Anna di Sassonia-Lauenburg (m. 1688)
- Giorgio Cristiano (1626-1677), langravio d'Assia-Homburg dal 1669 al 1677), nel 1666 sposò Anna di Pogwisch (1638-1694)
- Anna Margherita (1629-1686), nel 1650 sposò il duca Filippo Luigi di Schleswig-Holstein-Sonderburg-Wiesenburg (m. 1689)
- Federico, langravio d'Assia-Homburg

## Ascendenza
|                               |                   |                                 | Genitori                          |  |  | Nonni |  |  | Bisnonni             |  |  | Trisnonni           |  |
|                               |                   |                                 |                                   |  |  |       |  |  | Guglielmo II d'Assia |  |  | Ludovico II d'Assia |  |
|                               |                   |                                 |                                   |  |  |       |  |  | Guglielmo II d'Assia |  |  | Ludovico II d'Assia |  |
|                               |                   | Matilde di Württemberg-Urach    |                                   |  |  |       |  |  | Guglielmo II d'Assia |  |  |                     |  |
| Filippo I d'Assia             |                   |                                 |                                   |  |  |       |  |  | Guglielmo II d'Assia |  |  |                     |  |
|                               |                   | Anna di Meclemburgo-Schwerin    | Magnus II di Meclemburgo-Schwerin |  |  |       |  |  |                      |  |  |                     |  |
|                               |                   | Anna di Meclemburgo-Schwerin    | Magnus II di Meclemburgo-Schwerin |  |  |       |  |  |                      |  |  |                     |  |
|                               |                   | Anna di Meclemburgo-Schwerin    | Sofia di Pomerania-Wolgast        |  |  |       |  |  |                      |  |  |                     |  |
| Giorgio I d'Assia-Darmstadt   |                   | Anna di Meclemburgo-Schwerin    |                                   |  |  |       |  |  |                      |  |  |                     |  |
|                               |                   | Federico I di Sassonia          | Federico III di Meißen            |  |  |       |  |  |                      |  |  |                     |  |
|                               |                   | Federico I di Sassonia          | Federico III di Meißen            |  |  |       |  |  |                      |  |  |                     |  |
|                               |                   | Federico I di Sassonia          | Caterina di Henneberg             |  |  |       |  |  |                      |  |  |                     |  |
| Caterina di Sassonia          |                   | Federico I di Sassonia          |                                   |  |  |       |  |  |                      |  |  |                     |  |
|                               |                   | Caterina di Brunswick-Lüneburg  | Enrico IV di Brunswick-Lüneburg   |  |  |       |  |  |                      |  |  |                     |  |
|                               |                   | Caterina di Brunswick-Lüneburg  | Enrico IV di Brunswick-Lüneburg   |  |  |       |  |  |                      |  |  |                     |  |
|                               |                   | Caterina di Brunswick-Lüneburg  | Caterina di Pomerania-Wolgast     |  |  |       |  |  |                      |  |  |                     |  |
| Federico I d'Assia-Homburg    |                   | Caterina di Brunswick-Lüneburg  |                                   |  |  |       |  |  |                      |  |  |                     |  |
|                               | Simone V di Lippe | Bernardo VII di Lippe           |                                   |  |  |       |  |  |                      |  |  |                     |  |
|                               | Simone V di Lippe | Bernardo VII di Lippe           |                                   |  |  |       |  |  |                      |  |  |                     |  |
|                               | Simone V di Lippe | Anna di Holstein-Pinneberg      |                                   |  |  |       |  |  |                      |  |  |                     |  |
| Bernardo VIII di Lippe        | Simone V di Lippe |                                 |                                   |  |  |       |  |  |                      |  |  |                     |  |
|                               |                   | Maddalena di Mansfeld-Mittelort | …                                 |  |  |       |  |  |                      |  |  |                     |  |
|                               |                   | Maddalena di Mansfeld-Mittelort | …                                 |  |  |       |  |  |                      |  |  |                     |  |
|                               |                   | Maddalena di Mansfeld-Mittelort | …                                 |  |  |       |  |  |                      |  |  |                     |  |
| Maddalena di Lippe            |                   | Maddalena di Mansfeld-Mittelort |                                   |  |  |       |  |  |                      |  |  |                     |  |
|                               |                   | Filippo III di Waldeck          | Filippo II di Waldeck             |  |  |       |  |  |                      |  |  |                     |  |
|                               |                   | Filippo III di Waldeck          | Filippo II di Waldeck             |  |  |       |  |  |                      |  |  |                     |  |
|                               |                   | Filippo III di Waldeck          | Caterina di Solms-Lich            |  |  |       |  |  |                      |  |  |                     |  |
| Caterina di Waldeck-Eisenberg |                   | Filippo III di Waldeck          |                                   |  |  |       |  |  |                      |  |  |                     |  |
|                               |                   | Anna di Kleve                   | Giovanni II di Kleve              |  |  |       |  |  |                      |  |  |                     |  |
|                               |                   | Anna di Kleve                   | Giovanni II di Kleve              |  |  |       |  |  |                      |  |  |                     |  |
|                               |                   | Anna di Kleve                   | Matilde d'Assia                   |  |  |       |  |  |                      |  |  |                     |  |
|                               |                   | Anna di Kleve                   |                                   |  |  |       |  |  |                      |  |  |                     |  |